# Антициклон

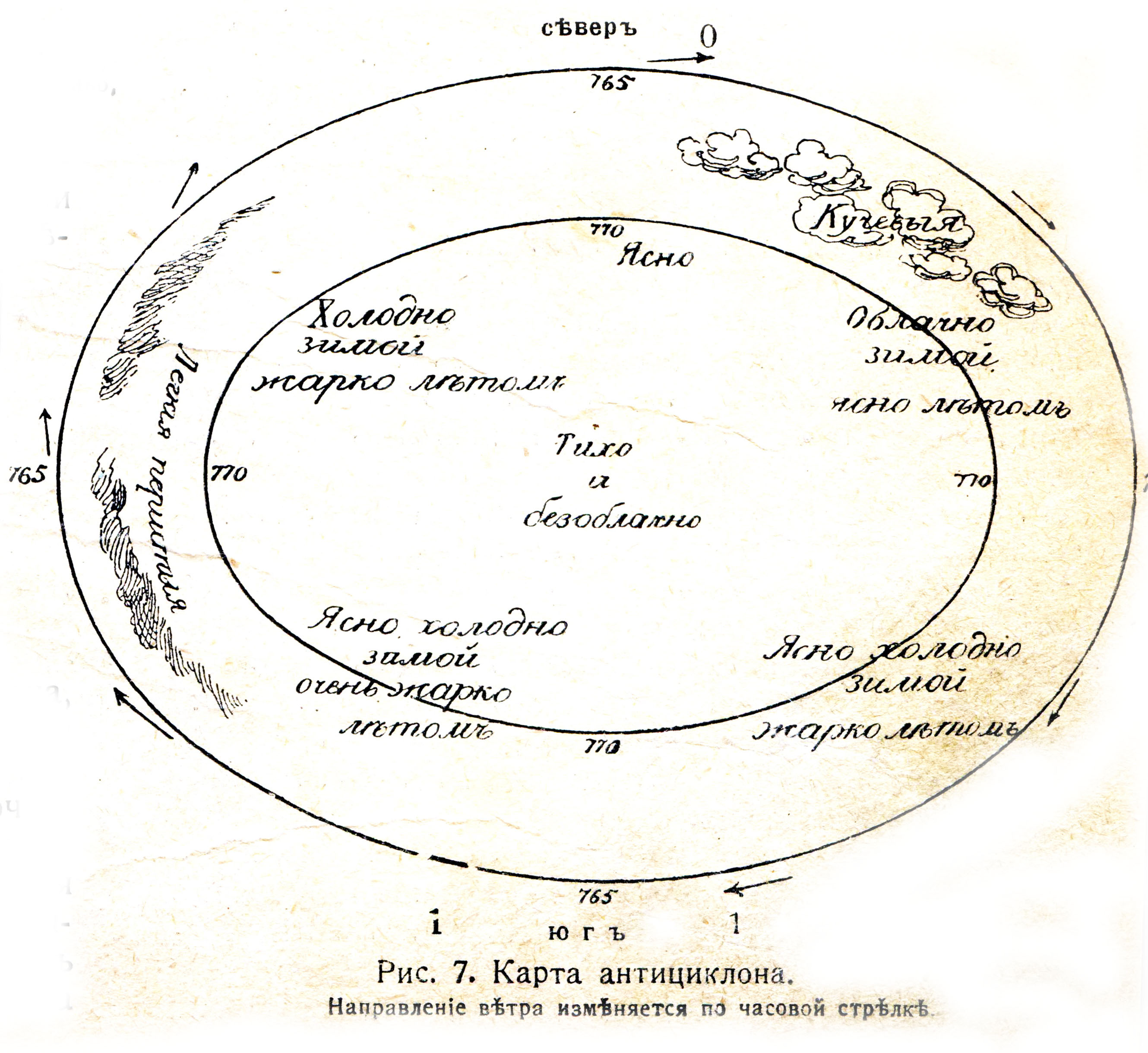
Схема антициклона 1915 года. Ветер в Северном полушарии циркулирует по направлению движения часовой стрелки

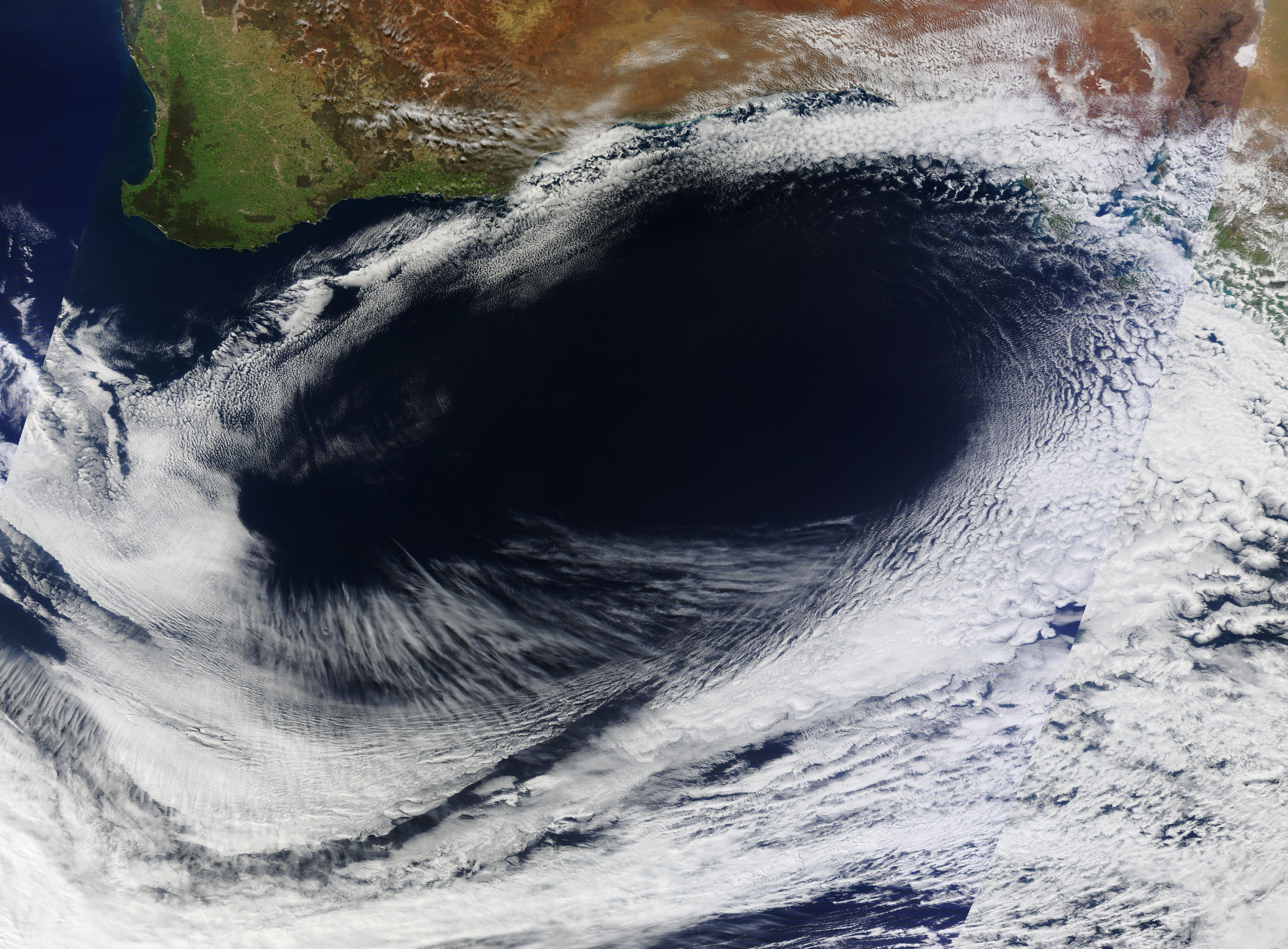
Истинное цветное спутниковое изображение необычного антициклона у юга Австралии в южном полушарии, 8 сентября 2012 года, показывающее против часовой стрелки вращение вокруг овальной области ясного неба.

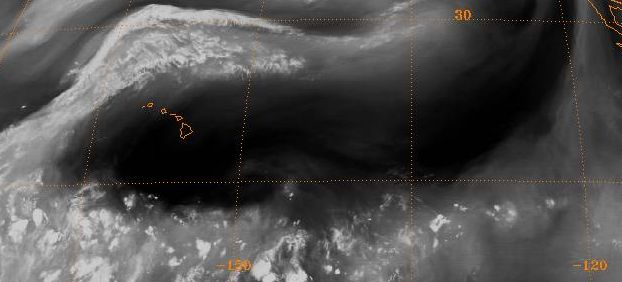
Субтропический хребет показывает, как большая площадь чёрного (сухость) на этом спутниковом снимке водяного пара с сентября 2000 года.

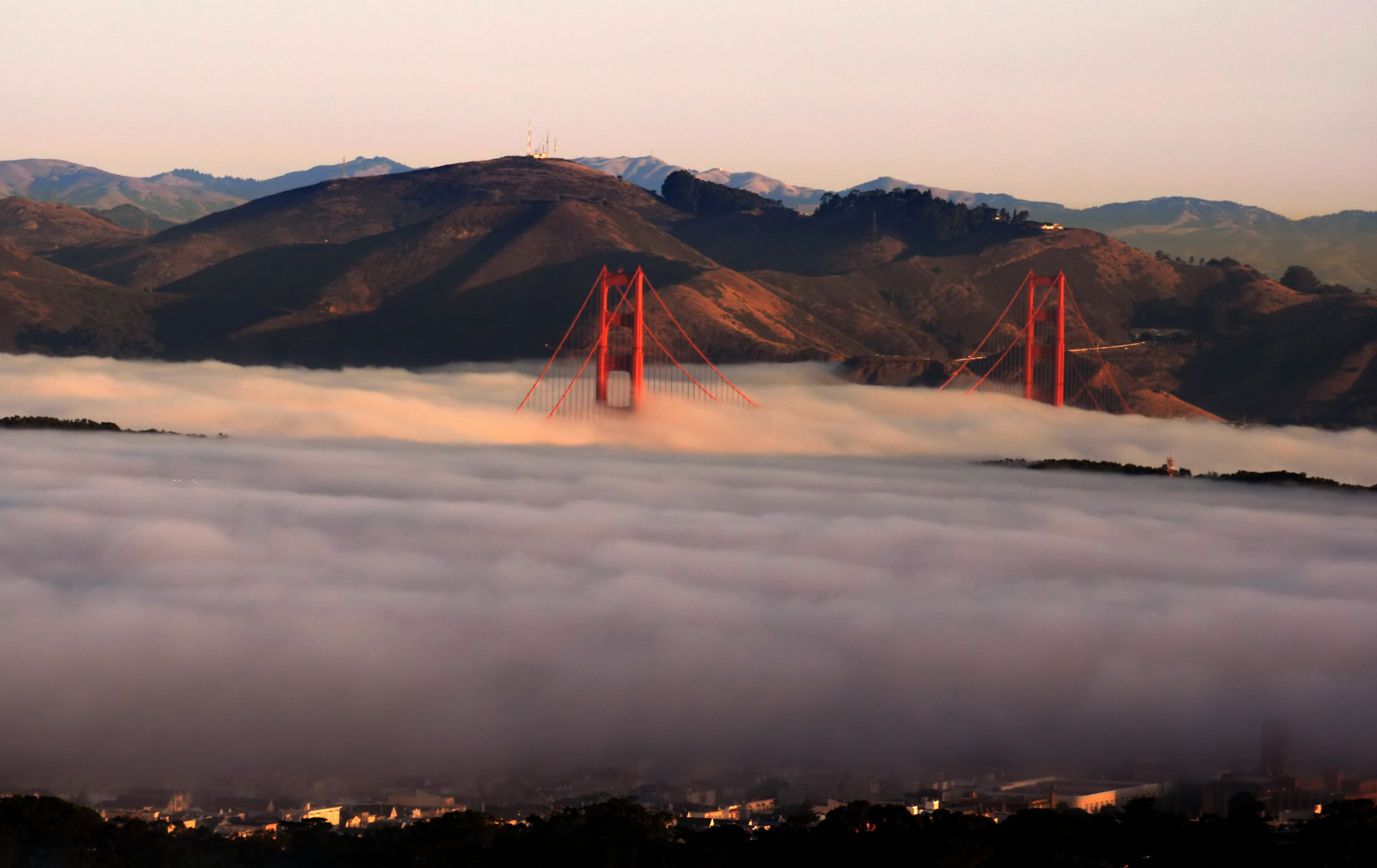
Мост Золотые Ворота в тумане

Антицикло́н — область повышенного атмосферного давления с замкнутыми концентрическими изобарами на уровне моря и с соответствующим распределением ветра. В отличие от циклона ветер в Северном полушарии циркулирует по направлению движения часовой стрелки, а в Южном полушарии — в обратную сторону.
В низком антициклоне — холодном, изобары остаются замкнутыми только в самых нижних слоях тропосферы (до 1,5 км), а в средней тропосфере повышенное давление вообще не обнаруживается; возможно также наличие над таким антициклоном высотного циклона.
Высокий антициклон — теплый и сохраняет замкнутые изобары с антициклонической циркуляцией даже и в верхней тропосфере. Иногда антициклон бывает многоцентровым. Воздух в антициклоне в Северном полушарии движется, огибая центр по часовой стрелке (то есть отклоняясь от барического градиента вправо), в Южном полушарии — против часовой стрелки.
Для антициклона характерно преобладание ясной или малооблачной погоды. Вследствие охлаждения воздуха от земной поверхности в холодное время года и ночью в антициклоне возможно образование приземных инверсий и низких слоистых облаков (St) и туманов. Летом над сушей возможна умеренная дневная конвекция с образованием кучевых облаков. Конвекция с образованием кучевых облаков наблюдается и в пассатах на обращенной к экватору периферии субтропических антициклонов. При стабилизации антициклона в низких широтах возникают мощные, высокие и теплые субтропические антициклоны.
Стабилизация антициклонов происходит также в средних и в полярных широтах. Высокие малоподвижные антициклоны, нарушающие общий западный перенос средних широт, называются блокирующими.
Синонимы: область высокого давления, область повышенного давления, барический максимум.
Антициклоны достигают размера несколько тысяч километров в поперечнике. В центре антициклона давление обычно 1020—1030 мбар, но может достигать 1070—1080 мбар. Как и циклоны, антициклоны перемещаются в направлении общего переноса воздуха в тропосфере, то есть с запада на восток, отклоняясь при этом к низким широтам. Средняя скорость перемещения антициклона составляет около 30 км/ч в Северном полушарии и около 40 км/ч в Южном, но нередко антициклон надолго принимает малоподвижное состояние.
Признаки антициклона:
- Ясная или малооблачная погода
- Отсутствие ветра
- Отсутствие осадков
- Устойчивый характер погоды (заметно не меняется во времени, пока существует антициклон)

В летний период антициклон приносит жаркую малооблачную погоду, в результате чего возможны лесные пожары, что приводит к образованию сильного смога. В зимний период антициклон приносит сильные морозы, иногда также возможен морозный туман.
Важной особенностью антициклонов является образование их на определённых участках. В частности, над ледовыми полями формируются антициклоны. И чем мощнее ледовый покров, тем сильнее выражен антициклон; именно поэтому антициклон над Антарктидой очень мощный, а над Гренландией маломощный, над Арктикой — средний по выраженности. Мощные антициклоны также развиваются в тропическом поясе.
Евразия служит интересным примером сезонных изменений в атмосфере. В летнее время над её центральными районами формируется область низкого давления — циклон, куда засасывается воздух с соседних океанов. Особенно сильно это проявляется в Южной и Восточной Азии: бесконечная вереница циклонов несёт влажный тёплый воздух вглубь материка. Зимой ситуация резко меняется: над центром Евразии формируется область высокого давления — антициклон (Азиатский максимум), холодные и сухие ветры из центра которого (Монголия, Тыва, Юг Сибири), расходящиеся по часовой стрелке, разносят холод вплоть до восточных окраин материка и вызывают ясную, морозную, практически бесснежную погоду на Дальнем Востоке и Северном Китае. В западной части Евразии влияние этого антициклона слабее и наблюдается значительно реже. Резкие снижения температуры возможны только, если центр антициклона переместится к западу, поскольку при таком перемещении антициклона направление ветра в точке наблюдения изменится с южного на северное. Подобные процессы часто наблюдаются на Восточно-Европейской равнине. Начиная с 90-х годов XX века этот антициклон значительно ослабел, что приводит к проникновению атлантических циклонов глубоко внутрь Евразии, а в 2010-е году — вплоть до Тихого океана, где они регенерируются и сливаются с тихоокеанскими циклонами.
Самый большой антициклон в Солнечной системе — Большое красное пятно на Юпитере.

## Блокирующий антициклон
Блокирующий антициклон — практически неподвижный мощный антициклон, который обладает способностью не пропускать другие воздушные массы на занятую собой территорию. Средний срок жизни такого антициклона — от трёх до пяти суток, лишь 1 % антициклонов дотягивает до 15 суток.
Однако в 1972, 1997, 1999, 2002, 2010, 2014 и 2015 годах антициклоны в летнее время (на Европейской территории России) существовали во всех случаях больше месяца (в 2010 году — почти 2 месяца), вызвав катастрофическую засуху и сильнейшую жару (в отдельные дни температура воздуха в Москве превышала +32-33 градусов, а в конце июля-начале августа 2010 г. и +37 градусов), а также лесные пожары (как закономерное явление).

## Стадии развития антициклонов

### Начальная стадия развития антициклона
В начальной стадии развития приземный антициклон располагается под тыловой частью высотной барической ложбины, а барический гребень на высотах сдвинут в тыловую часть относительно приземного барического центра. Над приземным центром антициклона в средней тропосфере располагается густая система сходящихся изогипс. Скорости ветра над приземным центром антициклона и несколько правее в средней тропосфере достигают 70-80 км/ч. Термобарическое поле благоприятствует дальнейшему развитию антициклона.
При таких скоростях в области сходимости воздушных течений происходит значительное отклонение ветра от градиентного (то есть движение становится нестационарным). Развиваются нисходящие движения воздуха, давление растет, в результате чего антициклон усиливается.
На приземной карте погоды антициклон очерчивается одной изобарой. Разность давления между центром и периферией антициклона составляет 5-10 мб. На высоте 1-2 км антициклонический вихрь не выявляется. Область динамического роста давления, обусловленная сходимостью изогипс, распространяется на всё пространство, занятое приземным антициклоном.
Приземный центр антициклона располагается практически под термической ложбиной. Изотермы средней температуры слоя в передней части относительно приземного центра антициклона отклоняются от изогипс влево, что соответствует адвекции холода в нижней тропосфере. В тыловой части относительно приземного центра располагается термический гребень, и наблюдается адвекция тепла.
Адвективный (термический) рост давления у земной поверхности охватывает переднюю часть антициклона, где адвекция холода особенно заметна. В тылу антициклона, где имеет место адвекция тепла, наблюдается адвективное падение давления. Линия нулевой адвекции, проходящая через гребень, делит область входа ВФЗ на две части: переднюю, где имеет место адвекция холода (адвективное повышение давления), и тыловую, где имеет место адвекция тепла (адвективное падение давления).
Таким образом, суммарно, область роста давления охватывает центральную и переднюю части антициклона. Наибольший рост давления у поверхности Земли (где совпадают области адвективного и динамического роста давления) отмечается в передней части антициклона. В тыловой части, где динамический рост накладывается на адвективное падение (адвекция тепла) суммарный рост тепла у поверхности Земли будет ослаблен. Однако, до тех пор, пока область значительного динамического роста давления занимает центральную часть приземного антициклона, где адвективное изменение давления равно нулю, будет иметь место усиление возникшего антициклона.
Итак, в результате усиливающего динамического роста давления в передней части входа ВФЗ происходит деформация термобарического поля, приводящая к образованию высотного гребня. Под этим гребнем у Земли и оформляется самостоятельный центр антициклона.
На высотах, где повышение температуры вызывает рост давления, область роста давления смещается в тыловую часть антициклона, в сторону области повышения температуры.

### Стадия молодого антициклона
Термобарическое поле молодого антициклона в общих чертах соответствует структуре предыдущей стадии: барический гребень на высотах по отношению к приземному центру антициклона заметно сдвинут в тыловую часть антициклона, а над его передней частью располагается барическая ложбина.
Центр антициклона у поверхности Земли располагается под передней частью барического гребня в зоне наибольшего сгущения сходящихся по потоку изогипс, антициклоническая кривизна которых вдоль потока уменьшается. При такой структуре изогипс условия для дальнейшего усиления антициклона наиболее благоприятны.
Сходимость изогипс над передней частью антициклона благоприятствует динамическому росту давления. Здесь также наблюдается адвекция холода, что также благоприятствует адвективному росту давления.
В тыловой части антициклона наблюдается адвекция тепла. Антициклон является термически асимметричным барическим образованием. Термический гребень несколько отстает от барического гребня. Линии нулевого адвективного и динамического изменений давления в этой стадии начинают сближаться.
У поверхности Земли отмечается усиление антициклона — он имеет несколько замкнутых изобар. С высотой антициклон быстро исчезает. Обычно во второй стадии развития замкнутый центр выше поверхности АТ700 не прослеживается.
Стадия молодого антициклона завершается переходом его в стадию максимального развития.

### Стадия максимального развития антициклона
Антициклон является мощным барическим образованием с высоким давлением в приземном центре и расходящейся системой приземных ветров. По мере его развития вихревая структура распространяется всё выше и выше. На высотах над приземным центром ещё существует густая система сходящихся изогипс с сильными ветрами и значительными градиентами температуры.
В нижних слоях тропосферы антициклон по-прежнему, располагается в массах холодного воздуха. Однако, по мере заполнения антициклона однородным тёплым воздухом на высотах появляется замкнутый центр высокого давления.
Линии нулевого адвективного и динамического изменений давления проходят через центральную часть антициклона. Это указывает на то, что динамический рост давления в центре антициклона прекратился, а область наибольшего роста давления перешла на его периферию. С этого момента начинается ослабление антициклона.

### Стадия разрушения антициклона
В четвёртой стадии развития антициклон является высоким барическим образованием с квазивертикальной осью. Замкнутые центры высокого давления прослеживаются на всех уровнях тропосферы, координаты высотного центра практически совпадают с координатами центра у Земли.
С момента усиления антициклона температура воздуха на высотах повышается. В системе антициклона происходит опускание воздуха, и, следовательно, его сжатие и нагревание. В тыловой части антициклона происходит поступление тёплого воздуха (адвекция тепла) в его систему. В результате продолжающейся адвекции тепла и адиабатического нагревания воздуха антициклон заполняется однородным тёплым воздухом, а область наибольших горизонтальных контрастов температуры перемещается на периферию. На над приземным центром располагается очаг тепла.
Антициклон становится термически симметричным барическим образованием. Соответственно уменьшению горизонтальных градиентов термобарического поля тропосферы, адвективные и динамические изменения давления в области антициклона значительно ослабевают.
Из-за расходимости воздушных течений в приземном слое атмосферы давление в системе антициклона понижается, и он постепенно разрушается, что на начальном этапе разрушения более заметно у земной поверхности..

### Некоторые особенности развития антициклонов
Эволюция циклонов и антициклонов существенно различается с точки зрения деформации термобарического поля. Возникновение и развитие циклона сопровождается возникновением и развитием термической ложбины, антициклона — возникновением и развитием термического гребня.
Для последних стадий развития барических образований характерно совмещение барических и термических центров, изогипсы и становятся практически параллельными, замкнутый центр прослеживается на высотах, причём, координаты высотного и приземного центров практически совпадают совмещаются (говорят о квазивертикальности высотной оси барического образования). Деформационные различия термобарического поля при формировании и развитии циклона и антициклона приводят к тому, что циклон постепенно заполняется холодным воздухом, антициклон — тёплым воздухом.
Не все возникающие циклоны и антициклоны проходят четыре стадии развития. В каждом отдельном случае могут встретиться те или другие отклонения от классической картины развития.
Нередко, возникающие у поверхности Земли барические образования не имеют условий для дальнейшего развития и могут исчезнуть уже в начале своего существования. С другой стороны, имеют место ситуации, когда старое затухающее барическое образование возрождается и активизируется. Такой процесс называют регенерацией барических образований.
Но если у различных циклонов наблюдается более определённое сходство в этапах развития, то антициклоны, по сравнению с циклонами, имеют гораздо большие отличия в развитии и форме. Нередко антициклоны проявляются как вялые и пассивные системы, которые заполняют пространство между гораздо более активными циклоническими системами. Иногда антициклон может достичь значительной интенсивности, но такое развитие в большинстве связано с циклоническим развитием в соседних областях.
Рассматривая структуру и общее поведение антициклонов, можно разделить их на следующие классы (по Хромову С. П.).
- Промежуточные антициклоны — это быстро движущиеся области повышенного давления между отдельными циклонами одной и той же серии, возникающих на одном и том же главном фронте — по большей части имеют вид гребней без замкнутых изобар, либо с замкнутыми изобарами по горизонтальным размерам того же порядка, что и движущиеся циклоны. Развиваются внутри холодного воздуха.
- Заключительные антициклоны — заключающие развитие серии циклонов, возникающих на одном и том же главном фронте. Они также развиваются внутри холодного воздуха, но обычно имеют несколько замкнутых изобар и могут иметь значительные горизонтальные размеры. Имеют тенденцию по мере развития к приобретению малоподвижного состояния.
- Стационарные антициклоны умеренных широт, то есть длительно существующие малоподвижные антициклоны в арктическом или полярном воздухе, горизонтальные размеры которых сравнимы иногда со значительной частью материка. Обычно это зимние антициклоны над материками и являются, главным образом, результатом развития антициклонов второго типа (реже — первого).
- Субтропические антициклоны — длительно существующие малоподвижные антициклоны, наблюдающиеся над океаническими поверхностями. Эти антициклоны периодически усиливаются вторжениями из умеренных широт полярного воздуха с подвижными заключительными антициклонами. В тёплый сезон субтропические антициклоны хорошо выражены на средних месячных картах только над океанами (над континентами располагаются размытые области пониженного давления). В холодный сезон субтропические антициклоны имеют тенденцию сливаться с холодными антициклонами над континентами.
- Арктические антициклоны — более или менее устойчивые области повышенного давления в арктическом бассейне. Являются холодными, поэтому вертикальная мощность их ограничивается нижней тропосферой. В верхней части тропосферы они сменяются полярной депрессией. В возникновении арктических антициклонов большую роль играет охлаждение от подстилающей поверхности, то есть они являются местными антициклонами.

Высота, до которой простирается антициклон, зависит от температурных условий в тропосфере.
Подвижные и заключительные антициклоны обладают низкими температурами в нижних слоях атмосферы и температурной асимметрией в вышележащих. Они относятся к средним или низким барическим образованиям.
Высота стационарных антициклонов умеренных широт растет по мере их стабилизации, сопровождающейся потеплением атмосферы. Чаще всего это высокие антициклоны, с замкнутыми изогипсами в верхней тропосфере. Зимние антициклоны над сильно выхоложенной сушей, например, над Сибирью, могут быть низкими или средними, поскольку нижние слои тропосферы здесь очень выхоложены.
Субтропические антициклоны являются высокими — тропосфера в них тёплая.
Арктические антициклоны, являющиеся, в основном, термическими, — низкие.
Нередко высокие тёплые и малоподвижные антициклоны, развивающиеся в средних широтах, на длительное время (порядка недели и более) создают макромасштабные нарушения зонального переноса и отклоняет траектории подвижных циклонов и антициклонов от западно-восточного направления. Такие антициклоны носят название блокирующих антициклонов. Центральные циклоны вместе с блокирующими антициклонами определяют направление основных течений общей циркуляции в тропосфере.
Высокие и тёплые антициклоны и холодные циклоны являются, соответственно, очагами тепла и холода в тропосфере. В районах между этими очагами создаются новые фронтальные зоны, усиливаются контрасты температуры и снова возникают атмосферные вихри, которые проходят тот же цикл жизни.

## География постоянных антициклонов
- Азорский антициклон
- Антарктический антициклон
- Бермудский антициклон
- Гавайский антициклон
- Гренландский антициклон
- Канадский антициклон
- Северотихоокеанский антициклон
- Сибирский антициклон
- Южно-Атлантический антициклон
- Южно-Индийский антициклон
- Южно-Тихоокеанский антициклон